# Katharine Lane Weems

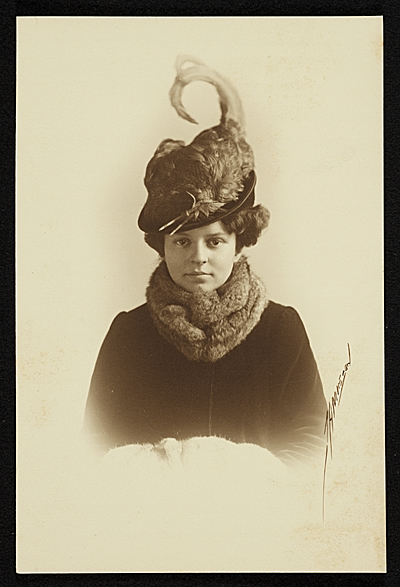
Katharine Lane Weems (um 1915)

Katharine Lane Weems, geborene Katharine Ward Lane, (* 22. Februar 1899 in Boston, Massachusetts; † 1989) war eine US-amerikanische Bildhauerin, die für ihre realistischen Darstellungen von Tieren bekannt war.

## Werdegang
Katharine Lane Weems, einziges Kind von Emma Louise Gildersleeve und Gardiner Martin Lane, wurde 1899 in Boston geboren. Sie erhielt eine für reiche Frauen ihrer Klasse typische umfangreiche Ausbildung. Ihr Vater war Präsident des Board of Trustees des Museum of Fine Arts, Boston und ihr Großvater der klassische Philologe Basil Lanneau Gildersleeve. Weems wurde nach ihrer Tante Katharine Ward Lane († 1893) benannt, welche eine Aquarellmalerin war. Sie entschied sich ebenfalls dafür, eine Künstlerlaufbahn einzuschlagen. Sie studierte Kunst an der Boston Museum School unter Charles Grafly und George Demetrios, und in den Sommerateliers von Anna Hyatt Huntington. Wie viele weibliche Künstlerinnen jener Zeit, sah sich auch Weems oft Anfeindungen wegen ihres Geschlechts ausgesetzt. Allerdings erhielt sie von zwei prominenten Künstlerinnen der Zeit Unterstützung: Huntington und Brenda Putnam, die beide in New York tätig waren.
1925 wurde sie in die National Association of Women Painters and Sculptors gewählt. Sie gewann 1926 zwei Medaillen: eine Bronzemedaille bei der Philadelphia Sesquicentennial Exposition und die George D. Widener Memorial Gold Medal von der Pennsylvania Academy of the Fine Arts. Zwischen 1941 und 1947 saß Weems in der Massachusetts Arts Commission. Sie heiratete 1947 Carrington Weems. In der Folgezeit stellte sie ihre Werke weiterhin unter Katharine Ward Lane als auch unter Katharine Lane Weems aus. Sie wurde 1952 in das National Institute of Arts and Letters gewählt. Zu ihren Arbeiten zählen die Lotta Fountain an der Boston Esplanade Plaza (1939) und die sechs Delfine außerhalb des New England Aquariums (Dolphins of the Sea, 1977). Mehrere ihrer Skulpturen befinden sich am Boston Athenæum. Ihre Aufzeichnungen sind an der Harvard University archiviert.

## Werke an der Harvard University
Die Werke von Weems stehen heute an vielen öffentlichen Plätzen im Gebiet von Boston. Ihr größtes Projekt war die Anfertigung von Skulpturen für die Biological Laboratories der Harvard University in den frühen 1930er Jahren. Gefördert mit 12 Millionen Dollar von der Rockefeller-Stiftung, waren die Laboratorien hochmodern. Es wurde daher beschlossen, dass solch eine üppige Einrichtung auch mit Kunst im gleichen Wert ausgestattet werden sollte. In diesem Zusammenhang wurde Weems ausgewählt, eine Reihe von Projekten durchzuführen.
Zunächst fertigte sie die mit Reliefs verzierten Bronzetüren am Eingang der Laboratorien an, heute das Department of Molecular and Cellular Biology (MCB).
Als Nächstes stellte sie eine Reihe von Friesen mit über 30 Arten von Wildtieren her. Dabei wurden mit pneumatischen Bohrern Reliefs von Tieren in Backstein oben an den Gebäuden gemeißelt. Sie kombinierte den realistischen und den Art-déco-Stil miteinander und verließ sich auf eine große Gruppe von Bauarbeitern, das Projekt umzusetzen. Die Weltwirtschaftskrise machte es möglich, dieses Projekt in einem größeren Maßstab durchzuführen, als dies sonst der Fall gewesen wäre. Die Löhne waren gering, Arbeiter reichlich vorhanden und Rohstoffe billiger. In Vorbereitung auf dieses Projekt studierte sie Tiere im Bronx Zoo in New York City sowie auch japanisch und chinesische Behandlungen von Tieren, vor allem jene aus den Gräbern der Han-Dynastie. Sie hat auch alte ägyptische und indische künstlerische Darstellungen von Tieren studiert.
Der dritte Teil des Projekts an den Biological Laboratories erwies sich als der populärste: Bessie und Victoria, zwei Nashorn-Skulpturen aus Bronze und einem Gewicht von drei Tonnen pro Stück. Sie stehen im Hof vom MCB. Weems arbeitete fünf Jahre lang an ihnen und enthüllte sie schließlich am 12. Mai 1937.
Von 2003 bis 2005 wurden sie vom Hof entfernt, um sie vor möglichen Beschädigungen durch Arbeiten an Harvards neuer Mäuseforschungseinrichtung zu schützen.
Am 11. Mai 2007 hielt das Department of Molecular and Cellular Biology eine Geburtstagsfeier für Bessie und Victoria ab. Zu den Rednern gehörten Edward O. Wilson, John Woodland Hastings und Deborah Dluhy. Die beiden Nashörner wurden für das Fest mit Make-up, Schmuck und Röcken geschmückt.

## Auszeichnungen und Ehrungen
- 1926: Bronze Medal at the Philadelphia Sesquicentennial Exposition
- 1926: Widener Medal at the Pennsylvania Academy of the Fine Arts
- 1965: Schaffung einer permanenten Galerie an der Boston Museum of Science, welche ihre kleine Bronzetiere präsentiert
- 1987: Schaffung von der Katharine Lane Weems Chair in Decorative Arts am Museum of Fine Arts in Boston.
- Boston Athenæum's Katharine Lane Weems Print Fund[7]

## Sammlungen
- Museum of Fine Arts in Boston,
- Brook Green Gardens in South Carolina,
- The Pennsylvania Academy,
- The Baltimore Museum,
- Museum of Science, Boston
- Boston Athenæum

## Galerie

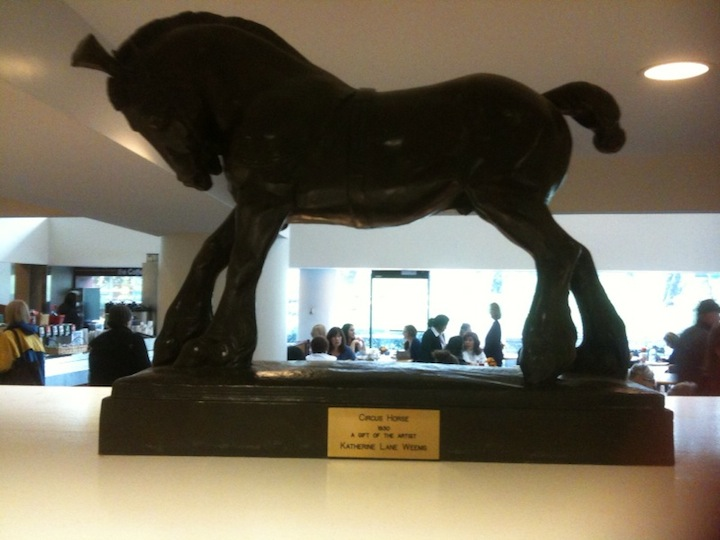
Zirkuspferd, Massachusetts General Hospital, Boston
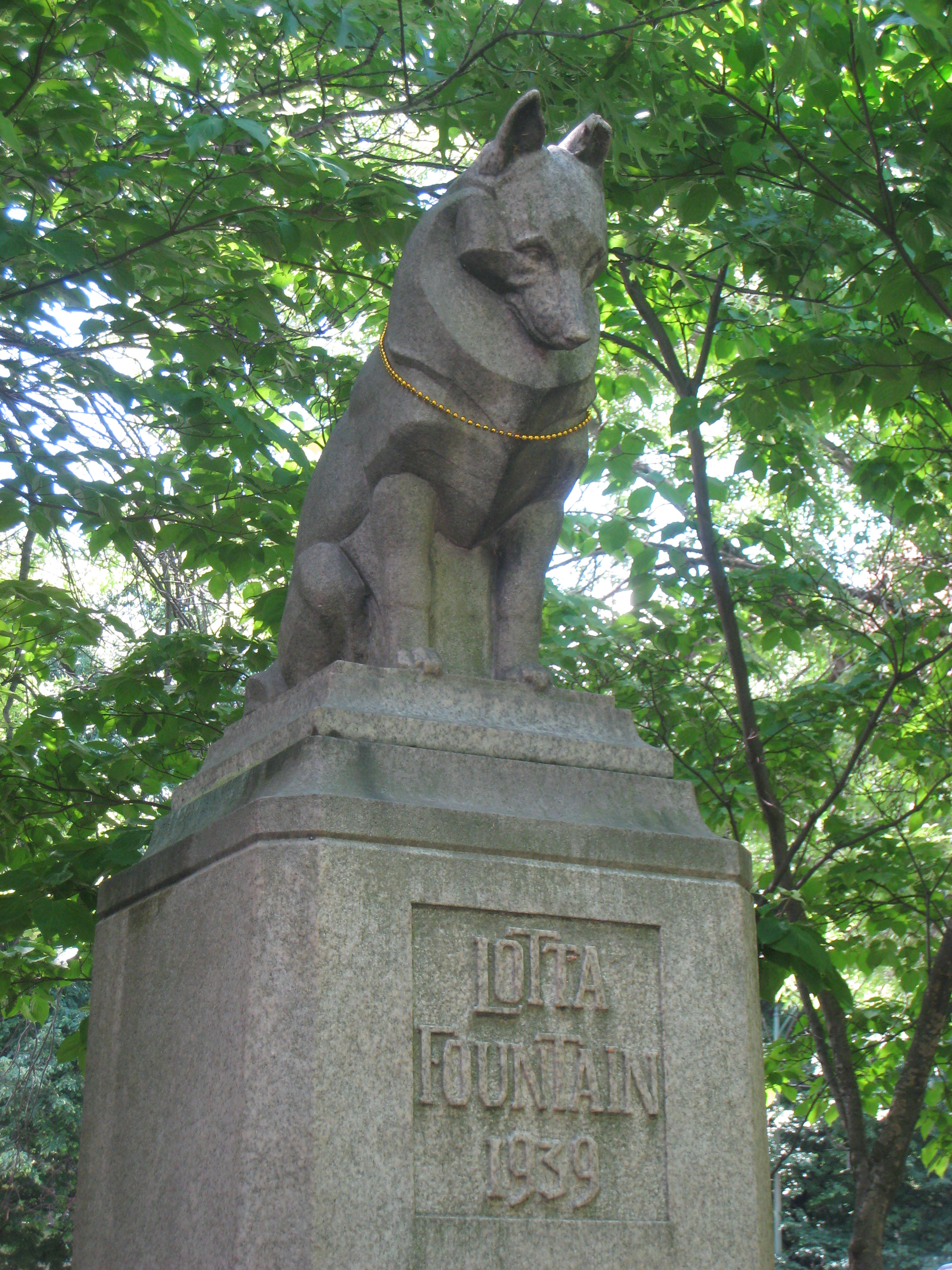
Lotta Fountain, Boston
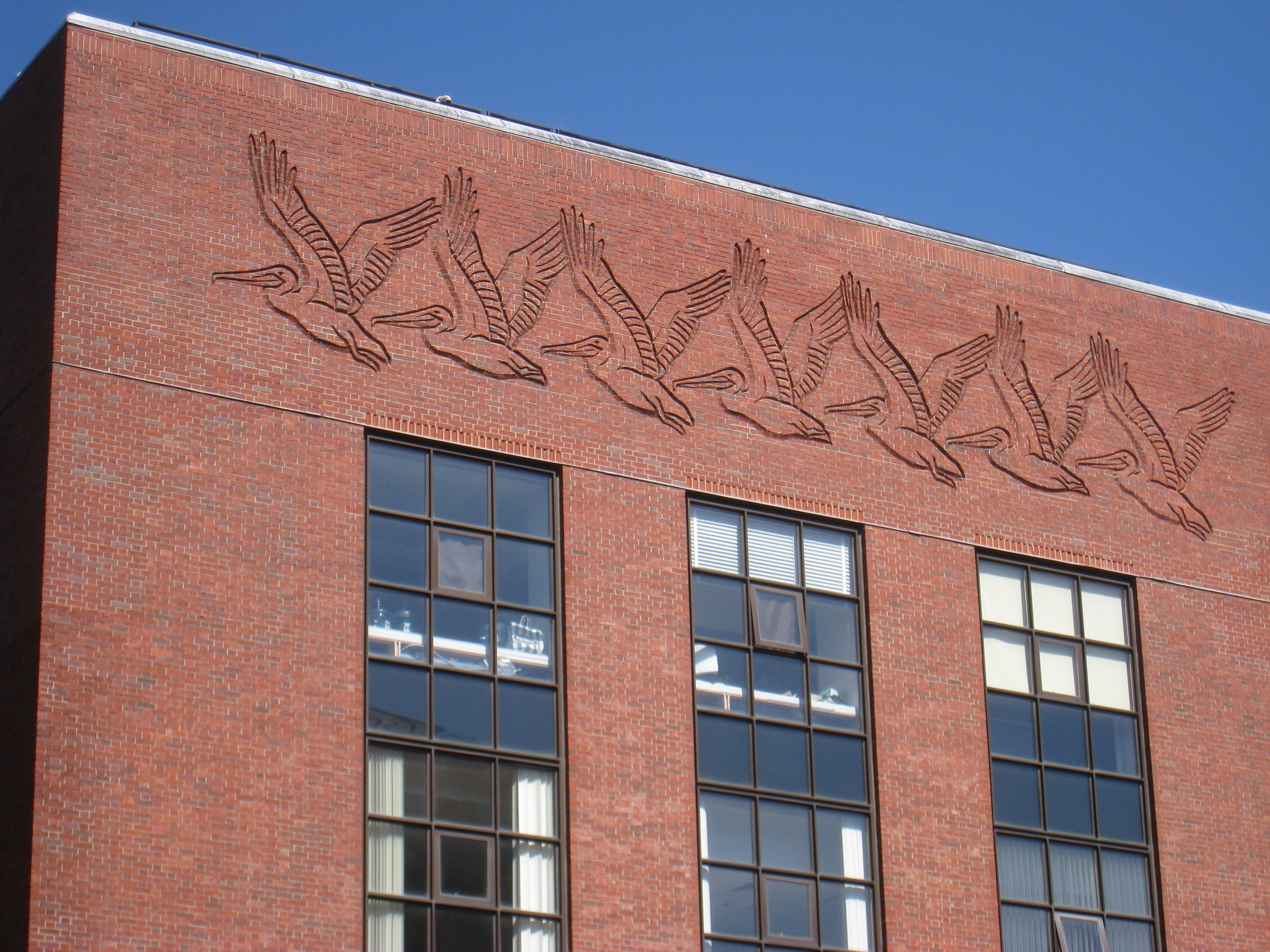
Ein gemeißeltes Ziegelfries am Campus der Harvard University
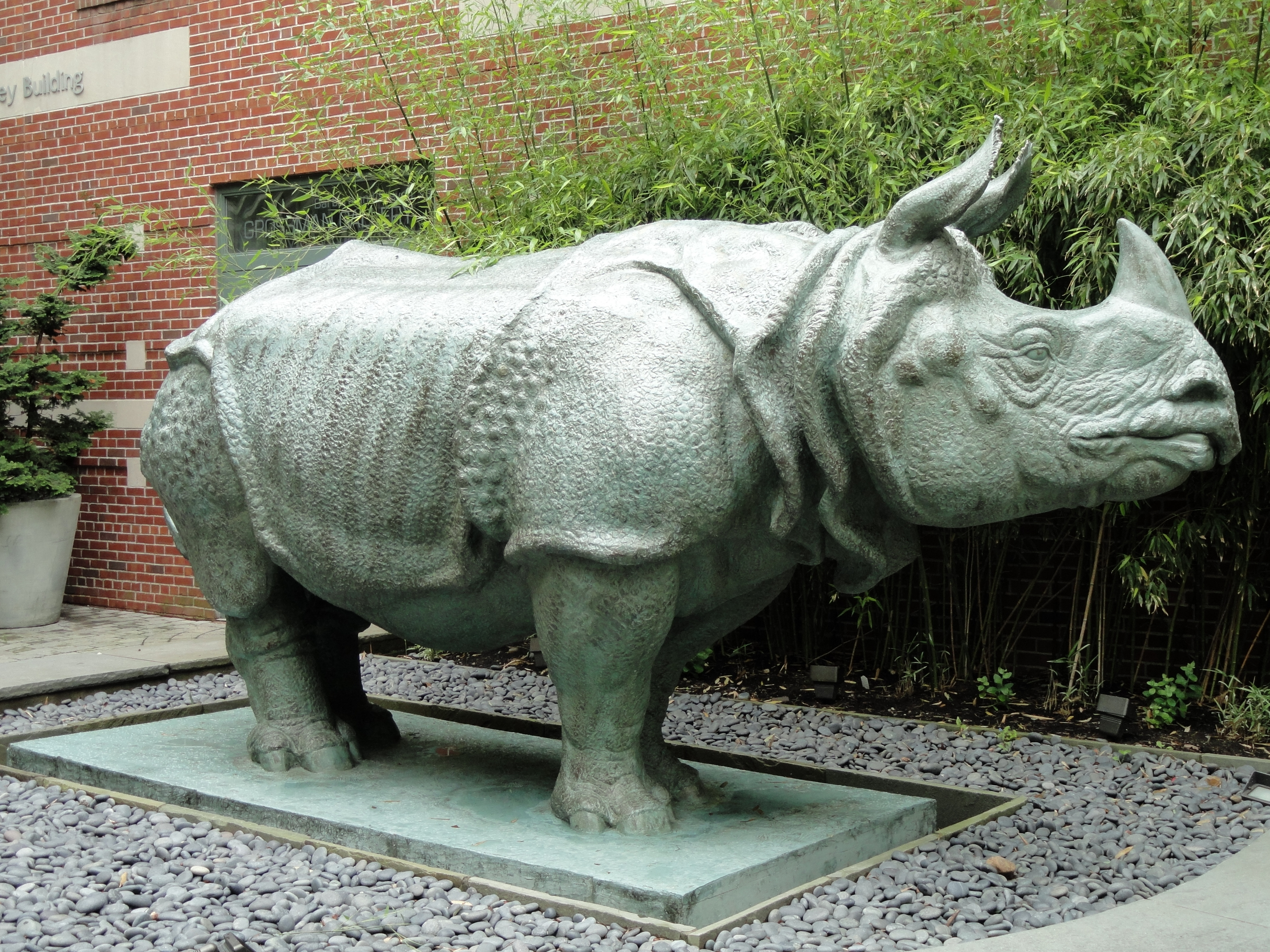
Nashornskulpturen Bessie und Victoria am Biological Sciences Building der Harvard University – erste Skulptur
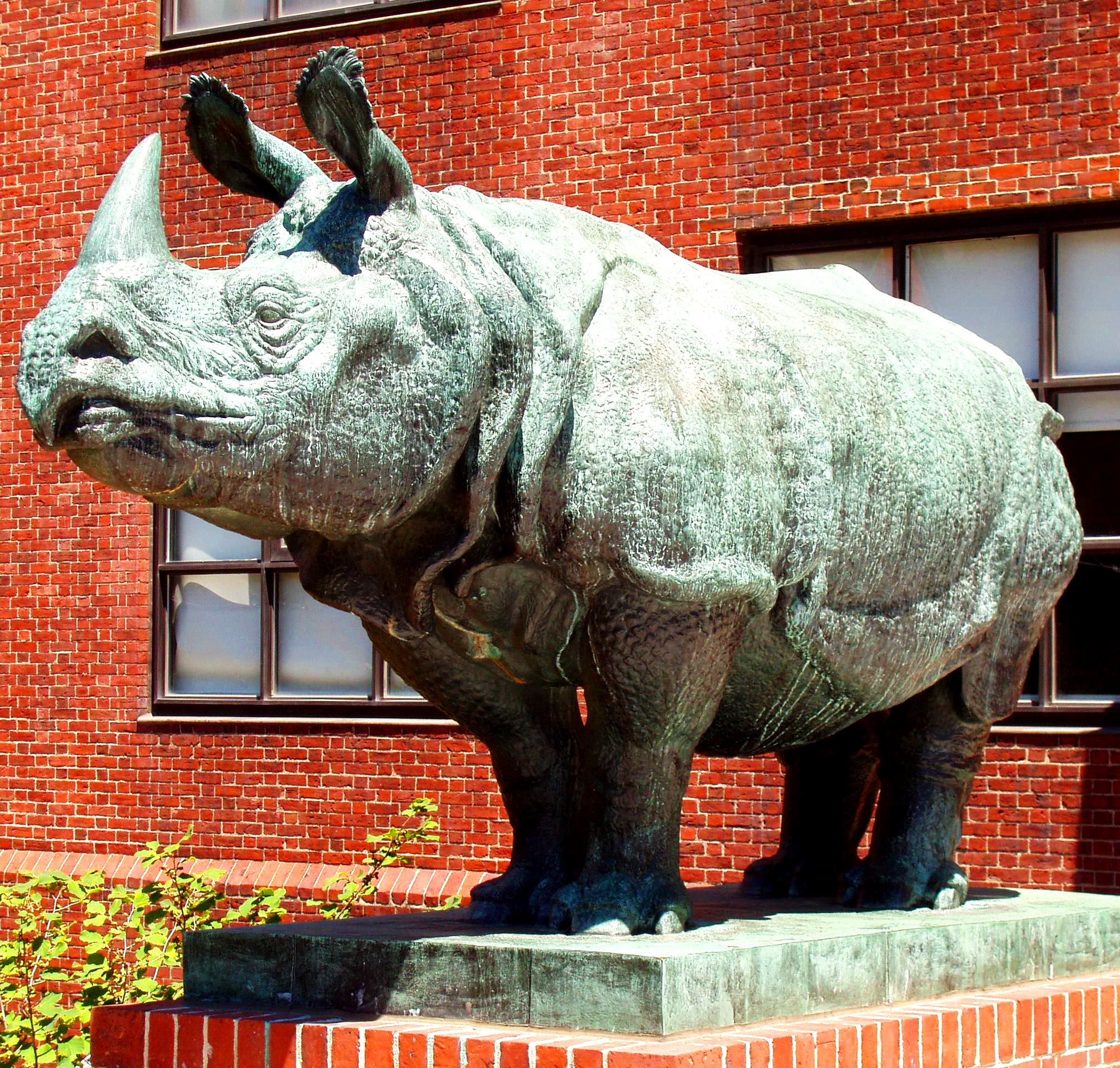
Nashornskulpturen Bessie und Victoria am Biological Sciences Building der Harvard University – zweite Skulptur